# رسائل قاضی فاضل
الرسائل عنوان کتابی است از ابوعلی عبدالرحیم بن علی عسقلانی مشهور به قاضی فاضل، قاضی و نویسنده قرن ششم هجری. در این کتاب تاریخی، گزارش‌هایی در خصوص مسائل اجتماعی و سیاسی مصر، در اواخر دوره فاطمی و همچنین در دوران صلاح‌الدین ایوبی بیان شده‌است. نویسنده در این دوران در دربار اشتغال داشت. مطالب این کتاب به عنوان یکی از منابع کتاب البرق الشامی، مورده استفاده عمادالدین کاتب اصفهانی قرار گرفت.